# Sotto la raffica
Sotto la raffica (The Eternal Struggle) è un film muto del 1923 diretto da Reginald Barker.
Fu considerato perduto per molti anni, finché non ne venne ritrovata una copia in positivo negli archivi russi della Gosfilmofond. Trascritta in digitale, è stata donata alla Library of Congress di Washington

## Trama
Andrée Grange è la figlia del proprietario di un caffè. Sta per sposarsi con Neil Tempiest, sergente della polizia a cavallo del Nord-Ovest (una Giubba rossa), ma in realtà, è innamorata di Bucky O'Hara, un suo sottoposto. Il padre di Andrée viene aggredito da Barode Dukane che poi resta ucciso. La ragazza che ha assistito alla lotta, si sente responsabile della morte dell'uomo. Suo padre, però, l'aiuta a fuggire mentre O'Hara si mette sulle sue tracce, essendo stato incaricato del suo arresto. Quando la rintraccia, arriva anche Tempest, che lo ha seguito e che cerca di aiutare la fidanzata. Ma i due finiscono nelle rapide. Soltanto l'intervento di O'Hara li salva. Alla fine, l'innocenza di Andrée viene provata e la ragazza è lasciata libera da Tempest, perché questi si è accorto che lei ama, ricambiata, O'Hara.

## Produzione
Girato a Big Bear Lake (California), il film fu prodotto dalla Louis B. Mayer Productions.

## Distribuzione
Distribuito dalla Metro Pictures Corporation, uscì nelle sale l'8 ottobre 1923.

### Date di uscita
Data di uscita IMDB
- USA	8 ottobre 1923
- Finlandia	15 dicembre 1924
- Portogallo 24 agosto 1926

Alias
- A Eterna Luta	      Portogallo
- L'Eternel combat	      Francia
- La eterna lucha	       Spagna
- Masters of Women	USA (titolo alternativo)

### Censura
Per la versione da distribuire in Italia, la censura italiana apportò le seguenti modifiche:
- Nella parte 1ª vennero eliminate le scene in cui si vedono Gastaon ed il suo rivale in lotta per colpirsi con un coltello acuminato.
- Nella 4ª parte vennero attenuate le scene di "bestiale" pugilato tra Buckey, il capitano Scott e il suo secondo.[3]